# The Web of Guilt
The Web of Guilt è un cortometraggio muto del 1916 diretto da James W. Horne.
È il nono episodio di The Girl from Frisco, serial di 25 episodi in due rulli interpretati da Marin Sais.

## Produzione
Il film fu prodotto dalla Kalem Company.

## Distribuzione
Distribuito dalla General Film Company, il film - un cortometraggio di due bobine - uscì nelle sale cinematografiche USA il 4 ottobre 1916.